# Grone
Grone [ˈɡroːne] (Gru o Grù [ˈɡɾu] in dialetto bergamasco) è un comune italiano di 925 abitanti della provincia di Bergamo in Lombardia.
Situato alla sinistra orografica del fiume Cherio, in val Cavallina, dista circa 22 chilometri ad est dal capoluogo orobico.

Territorio
Il territorio del comune si estende dalle rive del sovracitato fiume fino ai Colli di San Fermo (1175m).
La parte nord-est è circondata dai Colli di San Fermo, la parte est e sud-est principalmente dal Monte di Grone (1192 m) e dal Monte Fossana (600 m).
Questi colli, situati tra la Val Cavallina ed il Lago d'Iseo, dominano la vallata e l'intera pianura con la loro mole affusolata, ma maestosa.

## Storia
Come tutti i paesi della val Cavallina, anche Grone ha avuto nel Medioevo l'epoca di maggior sviluppo e splendore. 
Sono infatti tuttora presenti tre torri risalenti a quel periodo che testimoniano l'importanza che il paese aveva, in quei tempi, dominato dalla potente famiglia Suardi.
Anche durante gli scavi per la ricostruzione della chiesa parrocchiale, avvenuti nel 1928, sono stati rinvenuti resti di una costruzione fortificata, probabilmente un castello di cui si sono perse le tracce.
All'interno della suddetta chiesa, riedificata sulle basi di una piccola chiesetta risalente al XIV secolo, sono presenti alcuni dipinti del Cavagna ed opere lignee intagliate di pregio.
Di particolare interesse è il molino dell'Acqua Sparsa, l'ultimo tuttora attivo nell'intera valle. Il mulino attuale ha una struttura in legno risalente al 1930, e funziona grazie alla combinazione tra forza idrica ed elettrica.
Dal 1928 al 1947 il paese fu unito ai vicini comuni di Borgo di Terzo, Berzo San Fermo e Vigano San Martino, formando il comune di Borgounito.

### Simboli
Lo stemma e il gonfalone sono stati concessi con decreto del presidente della Repubblica del 21 dicembre 1988.
La lettera G è l'iniziale del nome del comune. Le torri rappresentano tre strutture ancora oggi esistenti, probabilmente facenti parte di un sistema difensivo e di un castello eretti sotto il dominio della potente famiglia Suardi.
Il gonfalone è un drappo di azzurro.

## Società

### Evoluzione demografica
Abitanti censiti